# FC Egaleo
FC Egaleo (în greacă Αθλητικός Όμιλος Αιγάλεω) este un club de fotbal din Egaleo, Grecia. 

## Foști antrenori notabili
- Les Shannon
- Ilie Dumitrescu
- Lefter Küçükandonyadis

## Președinți
- Yiorghos Martinis
- Nikolaos Michos
- Dimitris Chaniotis
- Yannis Tresos
- Yiorghos Karabateas
- Yannis Panteliadis
- Dimitri Tusmanov
- Yiorghos Dalakouras
- Alexandros Stavropoulos
- Christos Kanellopoulos
- Victor Mitropoulos
- Dimitris Kalogeropoulos
- Alexis Kougias
- Ioannis Paltoglou